# 35356 Vondrák
(35356) Vondrák, denumire internațională (35356) Vondrak, este un asteroid din centura principală de asteroizi.

## Descriere
35356 Vondrák este un asteroid din centura principală de asteroizi. A fost descoperit pe 25 septembrie 1997 la Observatorul din Ondřejov de Petr Pravec și Lenka Šarounová. Asteroidul prezintă o orbită caracterizată de o semiaxă mare de 2,22 ua, o excentricitate de 0,12 și o înclinație de 5,5° în raport cu ecliptica.